# Elena Kagan
Elena Kagan (født 28. april 1960 i New York City) er en amerikansk dommer i USA's højesteret, som blev udnævnt af Barack Obama i 2010. Hun er uddannet på Princeton, Oxford og Harvard. Hun har tidligere arbejdet som politisk rådgiver for Bill Clinton, mens han var præsident. Fra 2003 til 2009 var hun den første kvindelige dekan for Harvard University.